# Ildaura Murillo-Rohde
Ildaura Murillo-Rohde (6 de setembro de 1920 – 5 de setembro de 2010) foi uma enfermeira panamenha, professora, acadêmica, instrutora de tênis e administradora organizacional. Ela fundou a National Association of Hispanic Nurses em 1975.
Murillo-Rohde se especializou em enfermagem psiquiátrica e teve posições acadêmicas em várias universidades. Ela foi consultora da Organização Mundial da Saúde para o governo de Taiwan e foi nomeada Representante Permanente da ONU na UNICEF para a Federação Internacional de Mulheres Empresárias e Profissionais.
Ela foi nomeada uma Lenda Viva da Academia Americana de Enfermagem em 1994.

## Carreira
Murillo-Rohde se dedicou à população hispânica em seu trabalho como enfermeira psiquiátrica e se concentrou na conscientização cultural na prática da enfermagem. Em seu artigo Vida familiar entre os porto-riquenhos do continente nas favelas de Nova York, ela enfatizou que pode haver uma “cultura dentro de uma cultura” e que uma enfermeira deve conhecer bem cada cultura para poder prestar o melhor atendimento.
Murillo-Rohde tornou-se reitora associada na Universidade de Washington e foi a primeira reitora de enfermagem hispânica na NYU. Murillo-Rohde fundou a Associação Nacional de Enfermeiros de Língua Espanhola e Sobrenome Espanhol, conhecida como Associação Nacional de Enfermeiros Hispânicos (NAHN) depois de 1979, e serviu como sua primeira presidente. Em 1991, David Dinkins nomeou Murillo-Rohde para uma comissão que examinou a qualidade do atendimento nos hospitais da cidade de Nova York. Em 1994, ela foi nomeada uma Lenda Viva da Academia Americana de Enfermagem.

## Legado
Para marcar o início do Mês Nacional da Herança Hispânica de 2021, o Google Doodle de 15 de setembro de 2021 homenageia a Dr. Murillo-Rohde.